# Androsace adfinis
Androsace adfinis Biroli, 1820 è una pianta appartenente alla famiglia delle Primulaceae.

## Descrizione
La foglia è a rosetta. Su ciascuna rosetta vi è un unico scapo. La corolla è rosea con fauce gialla.

## Distribuzione e habitat
La specie è presente in Spagna, Francia, Italia e Svizzera. In Italia è limitata a Val d'Aosta, Piemonte e Liguria.
Cresce su detriti rocciosi silicei, da 2000 a 3000 m di quota.

## Tassonomia
Sono state descritte le seguenti sottospecie:
- Androsace adfinis subsp. adfinis
- Androsace adfinis subsp. brigantiaca (Jord. & Fourr.) Kress
- Androsace adfinis subsp. puberula (Jord. & Fourr.) Kress